# Ljusdal (Gemeinde)
Koordinaten: 61° 50′ N, 16° 6′ O

Ljusdal ist eine Gemeinde (schwedisch kommun) in der schwedischen Provinz Gävleborgs län und den historischen Provinzen Hälsingland und Dalarna. Der Hauptort der Gemeinde ist Ljusdal. Durch die Gemeinde führen die Reichsstraßen 83 und 84.

## Geographie
Die Gemeinde erstreckt sich etwa 90 Kilometer entlang des Flusses Ljusnan von Norden nach Süden und vom Fluss Ljusnan etwa 20 Kilometer nach Osten und 80 Kilometer nach Westen. Die Gemeinde Ljusdal liegt im Vorland des Skandinavischen Gebirges und wird von einem waldbedeckten Hügelland eingenommen. In der Gemeinde liegt auch der (ehemals kleinste) Nationalpark Schwedens, der Nationalpark Hamra.

## Wirtschaft
Etwa neun Prozent der arbeitenden Bevölkerung sind in der Land- und Forstwirtschaft beschäftigt, das entspricht mehr als dem Vierfachen des Landesdurchschnittes. Industrieorte sind Järvsö, Ljusdal und Färila.

## Orte
Diese Orte sind Ortschaften (tätorter):
- Färila
- Hybo
- Järvsö
- Lillhaga
- Ljusdal
- Los
- Nore
- Peges
- Tallåsen

Daneben gibt es noch weitere kleinere Dörfer.

## Persönlichkeiten
- Lill-Babs (1938–2018), Schlagersängerin